# Ferrocarril en Bután
En Bután no hay transporte ferroviario.
Sin embargo, Bután e India han firmado un memorando de entendimiento para conectar Bután con la red de ferrocarriles indios. El 25 de enero de 2005, el rey de Bután y el primer ministro indio acordaron realizar un estudio de viabilidad para las conexiones ferroviarias.
Las rutas posibles son Hasimara-Phuentsholing con un ramal a Pasaka (18 km); Kokrajhar-Gelephu (70 km); Pathsala-Naglam (40 km); Rangla-Darranga-Samdrupjongkar (60 km); y Banarhat-Samtse. Los ferrocarriles de Bután se construirán en ancho de vía de 1.676 mm.